# Реформатска црква у Зрењанину
Реформатска црква у Зрењанину (позната и као Калвинистичка црква) саграђена је 1891. године по плановима архитекте Ференца Заборецког из Будимпеште. Налази се на широком платоу некадашњег Kалвинског трга и својим упечатљивим волуменом визуелно завршава регулацију Суботићеве улице и Малог моста у њеном продужетку. Оријентисана је у правцу север-југ. Црква је компонована као једнобродна грађевина са три травеја и олтарским простором у стилу неоготике. 

## Историја
Одлука о подизању цркве донета је након црквеног одвајања припадника реформатске цркве од евангелиста у Великом Бечкереку. Акције на пољу прикупљања прилога за изградњу посебне цркве знатно су убрзане доласком Јожефа Салаија, који је именован за пастора након смрти Иштвана Балога (1879). Скупљајући финансијску и материјалну потпору, он је обишао преко 200 места, укључујући и Лондон. Прилози су стизали са разних страна – тако је нпр. Франц Јозеф даровао 100 гулдена, град Будимпешта 300 гулдена, а градске власти Великог Бечкерека донирале су трећину плаца. Грађевински радови завршени су 1891. године, а црква је свечано освештана 30. августа исте године.

## Архитектура
Конструктивни склоп објекта чине носећи зидови, преломљени лукови и крстасти сводови. Са спољашње стране зидова изведени су контрафори који, поред конструктивне, имају и функцију обликовног усклађивања фасада са карактеристикама готичке архитектуре. На броду цркве се налази шест великих прозора обликованих у виду готских бифора у чијем темену је лунета са четворолистом. На северној фасади је улазни портал богато украшен елементима готичке декорације назначен розетом изнад портала. Звоник излази изван основе брода и завршава се веома високим и стрмим кровом. 
Просторни и конструктивни склоп црквених грађевина протестантизма уопште, има своје корене у религији заснованој на нарочитом тумачењу Светог писма. Унутрашњост храма је једноставна, без раскоши и сложене иконографије на олтарима. Црква није „стан божији” већ достојан простор за окупљање црквене општине за време недељних служби. У таквом простору средишња тачка је молитва и хорска песма, у којој се религија саопштава преко уха а не преко ока. Молитвени дом зато има велики број седишта, груписаних тако да се са предикаонице може са лакоћом овладати простором. У цркви се налазе оргуље прављене у Бечу у првој половини 19. века за потребе првобитне зрењанинске синагоге, која је срушена 1941. године након уласка немачког окупатора у град.
На цркви су током 2007. и 2008. године изведени делимични рестаураторски радови и то на торњу и северној фасади, док је остатак цркве остао у лошем стању.
Реформатска црква у Зрењанину припада проширеној зони заштићеног амбијента старог језгра Зрењанина и споменик је културе од великог значаја. 

## Галерија
- Поглед на цркву са североистока
- Источна фасада
- Декорација изнад улаза
- Врата цркве
- Апсида
- Оргуље, које су се некада налазиле у зрењанинској синагоги